# Linneröds naturreservat
Linneröds naturreservat är ett naturreservat i Klippans kommun i Skåne län.
Området är naturskyddat sedan 2019 och är 44 hektar stort. Det ligger nordväst om Perstorp och består  huvudsakligen av blandlövskog men innehåller även mindre partier med betesmark.
Området som inrättades som naturvårdsområde 1993, om 44 hektar, består av skogsmark av olika varianter och åldrar, har inte brukats sedan 1965 och skogen har därefter fått växa fritt.
Djur som förekommer på området är älg, mård, rådjur och typiska skogsfåglar som hackspettar, ugglor och duvor.
Ett fornminne finns på området i form av en gammal blästerugn från tiden då myrmalmen användes för järnframställning.